# Rhynchosia biballensis
Rhynchosia biballensis är en ärtväxtart som beskrevs av Antonio Rocha da Torre. Rhynchosia biballensis ingår i släktet Rhynchosia och familjen ärtväxter. Inga underarter finns listade i Catalogue of Life.